# Naxos (skivbolag)
Naxos är ett skivbolag, grundat 1987 av den tyskfödde affärsmannen Klaus Heymann, bosatt i Hongkong.
Bolaget har spelat in och givit ut en bred repertoar av klassisk musik, såväl "standardrepertoar" som verk av mindre kända tonsättare. Inspelningarna görs med musiker, orkestrar och dirigenter som inte är internationellt kända, och skivorna säljs till så kallat budgetpris. Man återutger också äldre inspelningar av klassisk musik, till exempel av Enrico Caruso.
Under senare år har bolaget också påbörjat en ganska omfattande utgivning av jazz, såväl nyinspelad som återutgivningar av äldre inspelningar från 1900-talets första hälft. Hösten 2008 köpte Naxos skivbolaget Sittel och skivklubben JazzSociety.
Naxos har dotterbolag i ett antal länder, bland annat Sverige, Naxos Sweden AB, som utöver utgivningar på egna etiketten även driver skivbolagen Prophone med inriktning på jazz, Swedish Society samt Proprius som specialiserat sig på högkvalitativa audiophile-utgåvor.
Totalt sett har Naxos fram till år 2012 sålt 140 miljoner skivor i hela världen.